# Yoshizawa Shōten
Yoshizawa Shōten (吉沢商店) est une société de production cinématographique japonaise et importatrice de films, active au cours des premières années de l'histoire du cinéma au Japon.

## Historique
À l'origine acteur du marché de la lanterne magique, Yoshizawa achète une caméra de cinématographe à un visiteur italien de passage et commence à projeter des films en 1897. Gérée par Ken'ichi Kawaura, avec un bureau à Londres, la Yoshizawa devient bientôt la plus prospère et stable des premières sociétés cinématographiques. Elle est la première à fabriquer du matériel cinématographique national en 1900 et à ouvrir la première salle permanente de cinéma au Japon, le Denkikan, dans l'arrondissement d'Asakusa à Tokyo en 1903.
Quand la guerre russo-japonaise éclate en 1904, la Yoshizawa Shōten envoie une équipe d'opérateurs à la suite des troupes japonaises. L'intérêt public suscité par cet événement médiatique permet au studio de construire davantage de salles autour d'Asakusa et de construire le premier studio de cinéma du Japon dans l'arrondissement de Meguro à Tokyo en 1908. La société est même suffisamment bénéficiaire pour imprimer son propre magazine, Katsudō shashinkai, et construit en 1910 un parc d'attraction à Asakusa nommé d'après le Luna Park de Coney Island. Mais lorsque plusieurs incendies criminels entraînent la destruction de plusieurs salles et du Luna Park d'Asakusa en 1911, les considérations financières décident Yoshizawa à prendre part à la fusion avec la Yokota Shōkai, la M. Pathe et la Fukuhōdō pour former la Nikkatsu en 1912.

## Source de la traduction
- (en) Cet article est partiellement ou en totalité issu de l’article de Wikipédia en anglais intitulé « Yoshizawa Shōten » (voir la liste des auteurs).